# Min mand er skinsyg
Min mand er skinsyg er en amerikansk stumfilm fra 1918 af Walter Edwards.

## Medvirkende
- Constance Talmadge - Leffingwell
- Harrison Ford
- George Fisher - Walter Huntley
- Vera Doria
- Fred Goodwins - Aleck Brown